# كيتاناغويا (آيتشي)
كيتاناغويا مدينة تقع ضمن محافظة آيتشي في اليابان، تأسست في 3/20/2006، بلغ عدد تعداد سكانها في 1 يناير – 2008 حوالي 80112 مساحتها الإجمالية حوالي 18.37 كم٢ لتصبح كثافة سكانها 4361 نسمة لكل كيلو متر مربع.

## أعلام
- تاكويا إيشيدا
- كيوشي هاتاناكا